# Sierra Arana
Sierra Arana är en bergskedja i Spanien.   Den ligger i provinsen Provincia de Granada och regionen Andalusien, i den södra delen av landet, 300 km söder om huvudstaden Madrid.
Sierra Arana sträcker sig 26,6 km i sydvästlig-nordostlig riktning. Den högsta punkten är 32 768 meter över havet.
Topografiskt ingår följande toppar i Sierra Arana:
- Sierra de Cogollos
- Sierra de la Yedra